# 勒茨 (巴伐利亚州)
勒茨（德語：Rötz，發音：[ʁœts] ⓘ）是德国巴伐利亚州上普法尔茨行政区卡姆县的城市，面积66.68平方千米，2023年12月31日人口为3,328人。